# Fernando José Trejos Escalante
Fernando José Francisco del Rosario Trejos Escalante (San José, 27 de febrero de 1922 - 28 de julio de 2003) fue un médico costarricense dedicado a la seguridad social del país, de pensamiento liberal, que fue dos veces diputado y también candidato a la presidencia de la República por el Partido Unificación Nacional. Era hijo de Fernando Trejos Quirós y Rita Escalante Durán, descendiente del cafetalero francés Léonce De Vars. Contrajo matrimonio en el 30 de marzo de 1947 con Julieta Zúñiga Pagés y fueron padres de cinco hijos: María Gabriela, Fernando, Carlos, Ana Lorena y Alberto Trejos Zúñiga. Era primo hermano del presidente José Joaquín Trejos.

## Estudios
Fernando Trejos estudia en  la Escuela Buenaventura Corrales y cursa la secundaria en el Colegio Seminario. Hace sus estudios de pre-medica en Drew University, Madison, Nueva Jersey y la carrera de Medicina en la Universidad Nacional Autónoma de México, en donde se gradúa como médico-cirujano en el año 1947. Realiza estudios de especialidad en nutrición en México y Guatemala (1951), estudios de especialidad en endocrinología en Universidad de Columbia, New York y en el Hospital de Nutrición de México (1951).

## Cargos no médicos
A lo largo de su vida, el doctor Trejos Escalante ocupó diversos cargos o posiciones no relacionadas con su profesión, dentro de las que se pueden destacar las siguientes:
- Agregado Civil de la Embajada de Costa Rica en México (1941-1947).
- Miembro del Consejo Universitario de la Universidad de Costa Rica (1958).
- Fundador y Presidente de la Asociación Nacional de Fomento Económico (1958-1965).
- Miembro de la Junta Directiva de la Caja Costarricense de Seguro Social (1959-1965).
- Fundador y Presidente de la Academia de Centroamérica (1969-1970).
- Diputado a la Asamblea Legislativa, de 1966-1970 (Partido Unificación Nacional) y de 1982-1986 (Partido Unidad Social Cristiana).
- Miembro de la Sociedad Mont Pelerin desde 1970.
- Candidato a la Presidencia de la República para el período 1974-1978.

## Diputación de 1966-1970
Para la campaña política de 1964, se plantea la posibilidad de una  candidatura a la Presidencia de la República del doctor Trejos Escalante para el período 1966-1970. Se constituye un círculo de partidarios que se lo proponen y él acepta, hasta que se presenta un obstáculo legal: ser miembro de la Junta Directiva de la Caja Costarricense de Seguro Social y no haber renunciado a tiempo, según dispone la ley en ese momento. Entonces por parte del propio doctor Trejos Escalante se propone la candidatura de su primo hermano el profesor José Joaquín Trejos. La campaña política para ese período comenzó en 1964 y el doctor Trejos Escalante fue postulado para ocupar el primer puesto en la lista de diputados por San José, por el Partido Unificación Nacional.
Durante esta diputación se opone a un proyecto presentado por el gobierno para que la Asamblea Legislativa autorizara un crédito de cien millones de dólares de una empresa financiera mexicana para realizar varias obras. Esa oposición la basó en el hecho de que el gobierno había rechazado hacía poco tiempo una oferta de crédito de la AID (Agencia para el Desarrollo Internacional) para los mismos propósitos y en mucho mejores condiciones: con intereses más bajos, a un plazo mayor y con período de gracia. El resultado fue que la Asamblea no aprobó el proyecto del gobierno y ese fue el comienzo del cambio hacia lo negativo en las relaciones de Trejos Fernández con Trejos Escalante.

## Candidatura presidencial de 1974
Cuando terminó el gobierno del presidente José Joaquín Trejos, en 1970, el doctor Trejos Escalante decidió intervenir de nuevo en la política y con el grupo de amigos que habían ideado su candidatura para 1966, se organizan pero para las elecciones del período presidencial de 1974-1978.
Como antecedente de esta campaña se debe considerar el hecho de que para la campaña de 1970, el Partido Liberación Nacional propone a José Figueres Ferrer y por el Partido Unificación Nacional se presenta Mario Echandi Jiménez, Surge un nuevo partido llamado Frente Nacional, cuyo candidato es Virgilio Calvo Sánchez, quien había sido Segundo Vicepresidente de Trejos Fernández y renunció a mitad del período. En la convención del Partido Unificación Nacional, la que ganó Mario Echandi, el doctor Trejos Escalante estuvo en favor de su tío Manuel Escalante Durán, quien también fue precandidato y después, cuando comenzó la campaña, dio su apoyo al nuevo partido de Virgilio Calvo Sánchez. Esa situación provocó el resentimiento del candidato Mario Echandi, situación que empeoró cuando éste perdió las elecciones. Por consiguiente, cuatro años después, cuando el doctor Trejos Escalante fue candidato para el período 1974-1978, don Mario se le enfrentó tanto como pudo.
Unificación Nacional llama a una convención nacional abierta para elegir al candidato con base en el padrón electoral. Participan tres precandidatos: Guillermo Villalobos Arce, con amplio apoyo de la dirigencia del Partido, del cual era Presidente Francisco Calderón Guardia; Fernando Ortuño Sobrado, con amplio apoyo del mundo empresarial, lo que incluía fuerte ayuda financiera y Fernando Trejos Escalante, sin apoyo del Partido y muy restringido apoyo del capital, pero buen apoyo popular según lo muestra el resultado. El doctor Trejos gana la convención con el 51% de los votos, quedando el 49% restante entre Ortuño, en segundo lugar, y Villalobos.
Las elecciones las gana Daniel Oduber Quirós por el Partido Liberación Nacional con apenas el 40%. El doctor Trejos Escalante obtiene el 33% de los votos y el 26% restante se reparte entre los otros participantes. Fernando Trejos decide no volver a presentar su nombre como candidato a la presidencia.

## Diputación de 1982-1986
En la campaña 1982-1986 acepta la proposición Rafael Calderón Fournier para ser diputado nuevamente; aunque, aquejado por diversos problemas de salud, ya no lo hace con el mismo liderazgo que antes. El Partido Unidad Social Cristiana pierde las elecciones contra Luis Alberto Monge, del Partido Liberación Nacional.